# Styrax bashanensis
Styrax bashanensis är en storaxväxtart som beskrevs av Shi Zeng Qu och K. Y. Wang. Styrax bashanensis ingår i släktet Styrax och familjen storaxväxter. Inga underarter finns listade i Catalogue of Life.